# Bustos (Familienname)
Bustos ist als Variante von Busto ein ursprünglich ortsbezogen entstandener spanischer Familienname.

## Namensträger
- Ángel Bustos (* 1961), chilenischer Fußballspieler
- Arturo García Bustos (1926–2017), mexikanischer Künstler
- Carlos Bustos (* 1966), argentinischer Fußballspieler und -trainer
- Carlos Manuel Bustos (* 1974), argentinischer Skirennläufer
- Cheri Bustos (* 1961), US-amerikanische Politikerin
- Cristián Bustos (* 1965), chilenischer Triathlet
- Cristián Bustos Rodríguez (* 1982), chilenischer Moderner Fünfkämpfer
- Crystl Bustos (* 1977), US-amerikanische Softballspielerin
- David Bustos (* 1990), spanischer Mittelstreckenläufer
- Eduardo Bustos (* 1937), kolumbianischer Radrennfahrer
- Eric Bustos (* 1970), bolivianischer Judoka
- Esteban Bustos (* 1992), chilenischer Moderner Fünfkämpfer
- Fabricio Bustos (* 1996), argentinischer Fußballspieler
- Fernando Bustos (1944–1979), mexikanischer Fußballspieler
- Germán Bustos (* 1938), chilenischer Opernsänger (Tenor)
- Isaac Bustos (* 1975), mexikanischer Boxer
- Juana Judith Bustos Ahuite (* 1944), peruanische Sängerin, Schauspielerin, Kosmetikerin und Friseurin, siehe La Tigresa del Oriente
- Mario Bustos (1924–1980), argentinischer Tangosänger
- Miguel Ángel Bustos (1933–1976), argentinischer Journalist und Schriftsteller
- Nahuel Bustos (* 1998), argentinischer Fußballspieler
- Óscar Bustos (* 1971), chilenischer Tennisspieler
- Ramsés Bustos (* 1991), chilenischer Fußballspieler
- Sergio Bustos (* 1972), argentinischer Fußballspieler